# Кримська обласна рада депутатів трудящих VI скликання
Кримська обласна рада депутатів трудящих шостого скликання — представничий орган Кримської області у 1959 —1961 роках.
Нижче наведено список депутатів Кримської обласної ради 6-го скликання, обраних 1 березня 1959 року в загальних та особливих округах. Всього до Кримської обласної ради 6-го скликання було обрано 135 депутатів по відкритих та по закритих військових округах.
| Прізвище, ім'я, по-батькові       | Місто чи район           | Виборчий округ | Посада | Примітки                         |
| --------------------------------- | ------------------------ | -------------- | --- | -------------------------------- |
| Акімов Михайло Сергійович         | Ялта                     | № 111          | бригадир комплексної бригади будівельного управління № 35 тресту «Ялтабуд»                                                         |                                  |
| Аксененко Марія Андріївна         | Азовський район          | № 2            | доярка колгоспу «Ленинский путь»                                                                                                   |                                  |
| Алічкін Володимир Миколайович     | Євпаторія                | № 63           | маляр будівельно-монтажного управління Євпаторійського курортного управління                                                       |                                  |
| Бараненко Євгенія Петрівна        | Севастополь              | № 85           | старший виконавець робіт будівельного управління № 42 тресту «Севастопольбуд»                                                      |                                  |
| Безотосна Ганна Степанівна        | Сімферополь              | № 102          | швачка-мотористка 1-ї швейної фабрики міста Сімферополя                                                                            | повноваження припинені 9.10.1959 |
| Бондар Олександр Кирилович        | Джанкойський район       | № 15           | голова колгоспу імені XXI з'їзду КПРС                                                                                              |                                  |
| Борзенок Марфа Арсентіївна        | Приморський район        | № 41           | доярка радгоспу «Керченський» |                                  |
| Великожон Микола Хомич            | Совєтський район         | № 53           | механік колгоспу імені Енгельса |                                  |
| Вітренко Ірина Іванівна           | Бахчисарайський район    | № 6            | робітниця радгоспу «Комінтерн» |                                  |
| Власов Олександр Якович           | Роздольненський район    | № 42           | голова Роздольненського райвиконкому                                                                                               |                                  |
| Воляр Володимир Борисович         | Сімферополь              | № 101          | слюсар-складальник Сімферопольського машинобудівного заводу імені Куйбишева                                                        |                                  |
| Гладкомазова Анастасія Григорівна | Красногвардійський район | № 27           | телятниця колгоспу «Путь к коммунизму»                                                                                             |                                  |
| Глазков Георгій Абрамович         | Красноперекопський район | № 23           | голова Красноперекопського райвиконкому                                                                                            |                                  |
| Голдун Зінаїда Прокопівна         | Севастополь              | № 87           | завідувач навчальної частини Севастопольської середньої школи № 23                                                                 |                                  |
| Горбатова Флорентина Петрівна     | Сімферопольський район   | № 50           | бригадир садівничої бригади Кримської обласної дослідної станції садівництва                                                       |                                  |
| Горишній Василь Акимович          | особливий округ          |                | командир 45-го армійського корпусу, генерал-лейтенант                                                                              |                                  |
| Давиденко Василь Прокопович       | Зуйський район           | № 19           | голова колгоспу імені Калініна |                                  |
| Давидов Олександр Павлович        | Феодосія                 | № 108          | слюсар механічного заводу міста Феодосії                                                                                           |                                  |
| Денежук Володимир Васильович      | Приморський район        | № 40           | токар Чистопольської ремонтно-технічної станції                                                                                    |                                  |
| Димченко Клавдія Федорівна        | Октябрський район        | № 35           | доярка колгоспу «Україна» |                                  |
| Дробишева Алла Кузьмівна          | Старокримський район     | № 56           | робітниця виноградарської бригади радгоспу «Золоте поле»                                                                           |                                  |
| Дудник Олександр Гнатович         | Керч                     | № 68           | голова Керченського міськвиконкому                                                                                                 |                                  |
| Євтушенко Григорій Маркович       | Старокримський район     | № 55           | голова колгоспу «Борьба за мир» |                                  |
| Євтушенко Павло Павлович          | Сімферополь              | № 95           | завідувач Кримського обласного фінансового відділу                                                                                 |                                  |
| Жукова Тетяна Іллівна             | Сімферополь              | № 94           | бригадир бригади комуністичної праці Сімферопольської кондитерської фабрики                                                        |                                  |
| Заболотна Наталія Іванівна        | Сімферополь              | № 96           | робітниця Сімферопольського меблевого комбінату                                                                                    |                                  |
| Заболотська Марія Марківна        | Керч                     | № 74           | маляр Керченських ремонтно-механічних майстерень                                                                                   |                                  |
| Закутна Євгенія Григорівна        | Ялта                     | № 118          | заступник головного лікаря із медичної частини санаторію «Красный Маяк» селища Сімеїз                                              |                                  |
| Захаров Євген Іларіонович         | Сімферополь              | № 97           | заступник директора з наукової частини Кримського медичного інституту імені Сталіна, професор, доктор медичних наук                |                                  |
| Зіміна Марія Яківна               | Кіровський район         | № 21           | колгоспниця колгоспу «Україна» |                                  |
| Іванін Леонід Якович              | Красногвардійський район | № 25           | головний агроном Кримського обласного управління сільського господарства                                                           |                                  |
| Іващенко Євдокія Іванівна         | Нижньогірський район     | № 33           | робітниця виноградарської бригади винрадгоспу «Нижньогірський»                                                                     |                                  |
| Кадулін Іван Степанович           | Сакський район           | № 45           | голова Сакського райвиконкому |                                  |
| Казакова Марія Петрівна           | Євпаторійський район     | № 18           | доярка колгоспу імені XX з'їзду КПРС                                                                                               |                                  |
| Казанцева Антоніна Юхимівна       | Сімферопольський район   | № 51           | бригадир радгоспу «Южный» |                                  |
| Карпенко Микола Леонідович        | Сімферополь              | № 99           | начальник Кримського обласного управління культури                                                                                 |                                  |
| Касатонов Володимир Панасович     | особливий округ          |                | командувач Чорноморського флоту |                                  |
| Кисляк Марія Олександрівна        | Севастополь              | № 78           | бригадир дорожніх робіт будівельного управління № 43 тресту «Севастопольбуд»                                                       |                                  |
| Кірсанов Сергій Петрович          | Севастополь              | № 88           | голова Севастопольського міськвиконкому                                                                                            |                                  |
| Климятов Василь Потапович         | Приморський район        | № 39           | 1-й секретар Приморського райкому КПУ                                                                                              |                                  |
| Князєва Марія Данилівна           | Судацький район          | № 58           | бригадир виноградарської бригади винрадгоспу «Судак»                                                                               |                                  |
| Колімбет Ніна Володимирівна       | Совєтський район         | № 54           | ланкова виноградарської ланки колгоспу імені Леніна                                                                                |                                  |
| Комяхов Василь Григорович         | Севастополь              | № 83           | 1-й секретар Кримського обкому КПУ                                                                                                 |                                  |
| Конопльов Ілля Іванович           | особливий округ          |                | прокурор Кримської області |                                  |
| Косяк Олексій Симонович           | особливий округ          |                | завідувач Кримського обласного відділу народної освіти                                                                             |                                  |
| Кравець Микита Лаврентійович      | Джанкойський район       | № 14           | заступник голови Кримського облвиконкому                                                                                           |                                  |
| Куликов Дмитро Андрійович         | особливий округ          |                | військовий, генерал-майор артилерії                                                                                                |                                  |
| Кулішова Наталія Яківна           | Первомайський район      | № 38           | зоотехнік колгоспу імені Леніна |                                  |
| Купченко Катерина Дмитрівна       | Євпаторія                | № 61           | головний лікар дитячого санаторію імені Крупської                                                                                  |                                  |
| Куришев Олександр Іванович        | Алуштинський район       | № 3            | заступник голови Кримської обласної планової комісії                                                                               |                                  |
| Куценко Андрій Андрійович         | Ялта                     | № 112          | 1-й секретар Ялтинського міськкому КПУ                                                                                             |                                  |
| Кушнєрова Валентина Федорівна     | Алуштинський район       | № 4            | бригадир виноградарської бригади винрадгоспу «Алушта»                                                                              |                                  |
| Лачугін Василь Семенович          | особливий округ          |                | військовий комісар Кримської області, полковник                                                                                    |                                  |
| Левенко Андрій Семенович          | Керч                     | № 67           | бригадир котельників Керченського судноремонтного заводу                                                                           |                                  |
| Лешуков Анатолій Георгійович      | Зуйський район           | № 20           | 1-й секретар Зуйського райкому КПУ                                                                                                 |                                  |
| Логвиненко Микола Антонович       | Сімферополь              | № 98           | тесляр будівельного управління Дресбуду                                                                                            |                                  |
| Лопатіна Віра Олексіївна          | Азовський район          | № 1            | свинарка колгоспу імені Леніна |                                  |
| Маєр Христофор Йосипович          | Кіровський район         | № 22           | бригадир виноградарської бригади колгоспу імені Мічуріна                                                                           |                                  |
| Мазурець Федір Володимирович      | Сімферополь              | № 93           | голова Сімферопольського міськвиконкому                                                                                            |                                  |
| Мамін Олександр Михайлович        | Керч                     | № 66           | голова Кримської обласної планової комісії                                                                                         |                                  |
| Мамонов Микола Миколайович        | Ялта                     | № 113          | бригадир вантажників Ялтинського морського порту                                                                                   |                                  |
| Матов Семен Семенович             | Севастополь              | № 86           | машиніст-турбініст Севастопольської ДРЕС                                                                                           |                                  |
| Медунов Сергій Федорович          | Євпаторія                | № 65           | 1-й заступник голови Кримського облвиконкому                                                                                       | повноваження припинені 1960 року |
| Мироненко Олександр Олексійович   | особливий округ          |                | командувач ВПС Чорноморського флоту, генерал-майор авіації                                                                         |                                  |
| Міхненко Валентина Петрівна       | Ленінський район         | № 31           | агроном колгоспу імені Фрунзе |                                  |
| Мойсеєв Микола Андрійович         | Феодосія                 | № 110          | 1-й секретар Феодосійського міськкому КПУ                                                                                          |                                  |
| Моргунов Микола Максимович        | Сімферопольський район   | № 49           | 1-й секретар Сімферопольського райкому КПУ                                                                                         |                                  |
| Мордвяник Іван Юхимович           | Красногвардійський район | № 26           | бригадир тракторної бригади радгоспу «Більшовик»                                                                                   |                                  |
| Некрасов Олексій Семенович        | Бахчисарайський район    | № 7            | начальник Кримського обласного управління сільського господарства                                                                  |                                  |
| Никаноров Василь Іванович         | Сімферополь              | № 90           | начальник Кримського обласного управління промисловості промислових і продовольчих товарів                                         |                                  |
| Нікогда Василь Данилович          | Нижньогірський район     | № 34           | директор радгоспу «Победа» |                                  |
| Ніколенко Дмитро Антонович        | Євпаторійський район     | № 17           | бригадир тракторної бригади колгоспу «Путь к коммунизму»                                                                           |                                  |
| Октябрський Пилип Сергійович      | особливий округ          |                | начальник Чорноморського вищого військово-морського училища імені Нахімова                                                         |                                  |
| Омесов Андрій Олексійович         | Первомайський район      | № 37           | голова Первомайського райвиконкому                                                                                                 |                                  |
| Онищенко Олег Олександрович       | Ялта                     | № 114          | бригадир риболовецької бригади колгоспу «Пролетарский луч»                                                                         |                                  |
| Павлов Георгій Васильович         | особливий округ          |                | інспектор-льотчик з техніки пілотування, начальник 8-го льотно-випробовувального центру науково-дослідного інституту № 15 ВМФ СРСР |                                  |
| Павлов Михайло Федорович          | Сімферополь              | № 92           | слюсар з ремонту манометрів заводу «Кримметровага»                                                                                 |                                  |
| Паламарчук Петро Тимофійович      | особливий округ          |                | начальник 79-го прикордонного загону КДБ СРСР, полковник                                                                           |                                  |
| Панкратова Ніна Іванівна          | Феодосія                 | № 109          | помічник майстра цеху Феодосійської панчішної фабрики                                                                              |                                  |
| Петрушова Ніна Іванівна           | Ялта                     | № 119          | старший науковий співробітник відділу ентомології і фітопатології Нікітського державного ботанічного саду                          |                                  |
| Подурець Ілля Григорович          | Роздольненський район    | № 43           | бригадир комплексної бригади колгоспу імені Сталіна                                                                                |                                  |
| Покровський Ерік Костянтинович    | Севастополь              | № 81           | 1-й секретар Кримського обкому ЛКСМУ                                                                                               |                                  |
| Полянська Антоніна Федорівна      | Севастополь              | № 75           | голова Кримського обласного суду                                                                                                   |                                  |
| Постельников Віталій Панасович    | Бахчисарайський район    | № 5            | голова Бахчисарайського райвиконкому                                                                                               |                                  |
| Пугачов Іван Михайлович           | Керч                     | № 73           | агломератник аглофабрики Камишбурунського залізорудного комбінату                                                                  |                                  |
| Ревкін Михайло Васильович         | Керч                     | № 69           | 1-й секретар Керченського міськкому КПУ                                                                                            |                                  |
| Ренсевич Петро Артемович          | Красноперекопський район | № 24           | бригадир виноградарської бригади колгоспу «Красное знамя»                                                                          |                                  |
| Риженок Ганна Федорівна           | Сакський район           | № 47           | ланкова радгоспу «Саки» |                                  |
| Рижиков Андрій Трифонович         | Севастополь              | № 79           | начальник Кримського обласного управління внутрішніх справ                                                                         |                                  |
| Рудін Віктор Васильович           | Джанкойський район       | № 12           | голова Джанкойського райвиконкому                                                                                                  |                                  |
| Рябчук Григорій Антонович         | Сімферопольський район   | № 52           | бригадир комплексної бригади колгоспу «Революціонер»                                                                               | повноваження припинені 9.10.1959 |
| Саранцев Олександр Павлович       | Сімферополь              | № 104          | в.о. секретаря Кримського облвиконкому                                                                                             |                                  |
| Сельський Василь Тимофійович      | Сімферополь              | № 100          | машиніст паровозного депо станції Сімферополь                                                                                      |                                  |
| Семенець Микола Іванович          | Севастополь              | № 89           | машиніст екскаватора рудоуправління імені Горького                                                                                 |                                  |
| Ситников Ювіналій Іванович        | Євпаторія                | № 64           | 1-й секретар Євпаторійського міськкому КПУ                                                                                         |                                  |
| Смородін Григорій Іванович        | особливий округ          |                | начальник Кримського обласного управління місцевої і паливної промисловості                                                        |                                  |
| Соколова Віра Григорівна          | Севастополь              | № 80           | електромонтер Севастопольських арматурних майстерень                                                                               |                                  |
| Соловйова Валентина Володимирівна | Білогірський район       | № 11           | ланкова садівничої бригади колгоспу імені Фрунзе                                                                                   |                                  |
| Соловйова Валентина Іванівна      | Севастополь              | № 82           | електрик Севастопольських ремонтно-механічних майстерень                                                                           |                                  |
| Сороковський Андрій Костянтинович | Октябрський район        | № 36           | голова Октябрського райвиконкому                                                                                                   | повноваження припинені 1960 року |
| Сосницький Сергій Васильович      | Феодосія                 | № 107          | заступник голови Кримського облвиконкому                                                                                           |                                  |
| Степанов Микола Іванович          | Сімферополь              | № 105          | завідувач Кримського обласного відділу комунального господарства                                                                   |                                  |
| Стетюха Надія Федорівна           | Сімферополь              | № 91           | вчителька російської мови Сімферопольської середньої школи № 7                                                                     |                                  |
| Супрун Лідія Дмитрівна            | Куйбишевський район      | № 30           | ланкова колгоспу «Красный Октябрь»                                                                                                 |                                  |
| Супручова Любов Миколаївна        | Сімферополь              | № 103          | робітниця-вакуумниця Сімферопольського консервного заводу імені 1 Травня                                                           |                                  |
| Суркін Микола Прокопович          | Керч                     | № 70           | 2-й секретар Кримського обкому КПУ                                                                                                 |                                  |
| Табачний Геннадій Матвійович      | Севастополь              | № 84           | слюсар Севастопольського ремонтно-механічного заводу                                                                               |                                  |
| Тарасов Олександр Максимович      | Ялта                     | № 115          | голова Ялтинського міськвиконкому                                                                                                  |                                  |
| Терлецька Мотрона Іванівна        | Білогірський район       | № 9            | робітниця радгоспу «Предгорье» |                                  |
| Титов Григорій Наумович           | особливий округ          |                | командир Кримської (1-ї) дивізії ППО Чорноморського флоту, генерал-майор авіації                                                   |                                  |
| Тищенко Парасковія Іванівна       | Джанкойський район       | № 13           | ланкова радгоспу «Ново-Джанкойський»                                                                                               |                                  |
| Тітенко Ганна Степанівна          | Сакський район           | № 44           | завідувачка Кримського обласного відділу охорони здоров'я                                                                          |                                  |
| Тішин Михайло Леонтійович         | Севастополь              | № 77           | голова Кримської обласної ради профспілок                                                                                          |                                  |
| Торик Микола Антонович            | особливий округ          |                | начальник політичного управління Чорноморського флоту, віцеадмірал                                                                 |                                  |
| Траневська Пелагія Юхимівна       | Судацький район          | № 57           | ланкова колгоспу імені Сталіна |                                  |
| Турбаба Микола Антонович          | Ленінський район         | № 32           | голова Ленінського райвиконкому |                                  |
| Турейська Парасковія Юхимівна     | Красногвардійський район | № 28           | доярка колгоспу імені Жовтневої революції                                                                                          |                                  |
| Удовиченко Мотрона Панасівна      | Ялта                     | № 116          | бригадир виноградарської бригади винрадгоспу «Лівадія»                                                                             |                                  |
| Федосов Іван Тихонович            | Євпаторія                | № 62           | змінний майстер Євпаторійського мотороремонтного заводу                                                                            |                                  |
| Філіпов Іван Маркелович           | Сімферопольський район   | № 48           | голова Кримського облвиконкому |                                  |
| Фімушкіна Любов Іванівна          | Куйбишевський район      | № 29           | ланкова колгоспу імені Леніна |                                  |
| Фіронов Павло Васильович          | особливий округ          |                | військовий |                                  |
| Харченко Олена Антонівна          | Сакський район           | № 46           | доярка радгоспу «Кримський» |                                  |
| Хоменко Борис Васильович          | Бахчисарайський район    | № 8            | ланковий колгоспу імені Леніна |                                  |
| Цацук Ніна Іванівна               | Севастополь              | № 76           | робітниця-такелажниця будівельного управління № 47 тресту «Севастопольбуд»                                                         |                                  |
| Цибізов Григорій Андрійович       | Ялта                     | № 117          | начальник Кримського обласного управління торгівлі                                                                                 |                                  |
| Чаговець Іван Макарович           | Білогірський район       | № 10           | бригадир тракторної бригади колгоспу імені Сталіна                                                                                 |                                  |
| Черниш Віра Семенівна             | Чорноморський район      | № 59           | доярка колгоспу «Путь Ленина» |                                  |
| Чернишова Зінаїда Петрівна        | Керч                     | № 71           | бригадир із будівництва залізничних шляхів будівельного управління № 24 тресту «Керчметалургбуд»                                   |                                  |
| Чінчарадзе Михайло Захарович      | особливий округ          |                | заступник командувача Чорноморського флоту із тилу                                                                                 |                                  |
| Чувашенко Володимир Панасович     | Керч                     | № 72           | бригадир рибоколгоспу імені XII річниці Жовтня                                                                                     |                                  |
| Чурсін Серафим Євгенович          | особливий округ          |                | 1-й заступник командувача Чорноморського флоту                                                                                     |                                  |
| Шацило Анастасія Миколаївна       | Джанкойський район       | № 16           | ланкова тютюнницької ланки колгоспу імені XXI з'їзду КПРС                                                                          |                                  |
| Шевченко Дарія Іванівна           | Феодосія                 | № 106          | інженер-плановик Феодосійського морського торгового порту                                                                          |                                  |
| Шляєв Михайло Федорович           | Чорноморський район      | № 60           | голова Чорноморського райвиконкому                                                                                                 |                                  |
| Дружинін Володимир Миколайович    | Сімферопольський район   | № 52           | в.о. голови Кримського облвиконкому                                                                                                | дообраний 22.11.1959             |
| Яворський Григорій Ілліч          | Сімферополь              | № 102          | токар Сімферопольського електромашинобудівного заводу                                                                              | дообраний 22.11.1959             |
| Литовченко Михайло Іванович       | Октябрський район        | № 36           | бригадир виноградарської бригади радгоспу «Жовтневий»                                                                              | дообраний 7.02.1960              |
| Коровченко Андрій Григорович      | Євпаторія                | № 65           | 2-й секретар Кримського обкому КПУ                                                                                                 | дообраний 26.06.1960             |

14 березня 1959 року відбулася 1-а сесія Кримської обласної ради депутатів трудящих 6-го скликання. Головою виконкому обраний Філіпов Іван Маркелович; першим заступником голови виконкому — Медунов Сергій Федорович; заступниками голови виконкому — Кравець Микита Лаврентійович, Сосницький Сергій Васильович; секретарем облвиконкому — Саранцев Олександр Павлович.
Членами виконкому обрані Філіпов Іван Маркелович, Медунов Сергій Федорович, Кравець Микита Лаврентійович, Сосницький Сергій Васильович, Саранцев Олександр Павлович, Комяхов Василь Григорович, Євтушенко Павло Павлович, Куришев Олександр Іванович, Некрасов Олексій Семенович, Никаноров Василь Іванович, Рижиков Андрій Трифонович, Цибізов Григорій Андрійович, Бондар Олександр Кирилович, Нікогда Василь Данилович, Супручова Любов Миколаївна.
Головами комісій Кримської обласної Ради депутатів трудящих обрані: мандатної — Ревкін Михайло Васильович, бюджетно-фінансової — Сороковський Андрій Костянтинович, промислово-транспортної — Мамін Олександр Михайлович, сільськогосподарської — Іванін Леонід Якович, по тваринництву — Казанцева Антоніна Юхимівна, народної освіти — Стетюха Надія Федорівна, культурно-просвітницької роботи — Покровський Ерік Костянтинович, торгової — Тішин Михайло Леонтійович, житлово-комунального господарства— Смородін Григорій Іванович, соціалістичної законності та громадського порядку — Полянська Антоніна Федорівна, охорони здоров'я і курортів — Захаров Євген Іларіонович.
Сесія затвердила обласний виконавчий комітет у складі: голова планової комісії — Куришев Олександр Іванович, завідувач відділу народної освіти — Косяк Олексій Симонович, завідувач відділу охорони здоров'я — Тітенко Ганна Степанівна, завідувач фінансового відділу— Євтушенко Павло Павлович, завідувач відділу соціального забезпечення — Кучерук Микола Ілліч, завідувач відділу комунального господарства — Степанов Микола Іванович, завідувач організаційно-інструкторського відділу — Синельников П. Г., завідувач загального відділу — Корабльов Д. Г., завідувач відділу оргнабору робітників і переселення — Нікерін Костянтин Данилович, начальник управління внутрішніх справ — Рижиков Андрій Трифонович, начальник управління сільського господарства — Некрасов Олексій Семенович, начальник управління водного господарства — Воробйов Гурій Олексійович, начальник управління промисловості продовольчих товарів — Никаноров Василь Іванович, начальник управління промисловості будівельних товарів — Нечваленко О. К., начальник управління місцевої і паливної промисловості — Смородін Григорій Іванович, начальник управління капітального будівництва — Усик Аркадій Михайлович, начальник управління будівництва і архітектури — Чернишов В. М., начальник управління автомобільних і шосейних доріг — Філіппов Василь Іванович, начальник управління торгівлі — Цибізов Григорій Андрійович, начальник управління культури — Карпенко Микола Леонідович, начальник управління зв'язку — Проскурін Іван Прокопович.